# 알락꼽등이
알락꼽등이는 꼽등이과의 곤충이다. 몸 길이는 15~22mm이다. 연갈색 몸에 얼룩덜룩한 무늬가 있어 이름이 알락꼽등이라고 붙여졌다. 산이나 풀숲의 바위 틈 등에서 살기도 하지만 가주성으로 인가 주변에 숨어 있다가 밤에 나와서 활동한다. 1년 연중 나타나며, 전 세계적으로 광범위하게 분포한다. 일본에는 이와 비슷한 종류인 マダラカマドウマ(Diestrammena japonica)가 있다.